# Fabryka Samochodów Ciężarowych „Star”
Fabryka Samochodów Ciężarowych „Star” – dawne polskie przedsiębiorstwo specjalizujące się w produkcji lekkich i średnich samochodów ciężarowych, które miało swoją siedzibę w Starachowicach. Jego głównym sukcesorem w zakresie fabryki w Starachowicach jest spółka MAN Bus.

## Historia

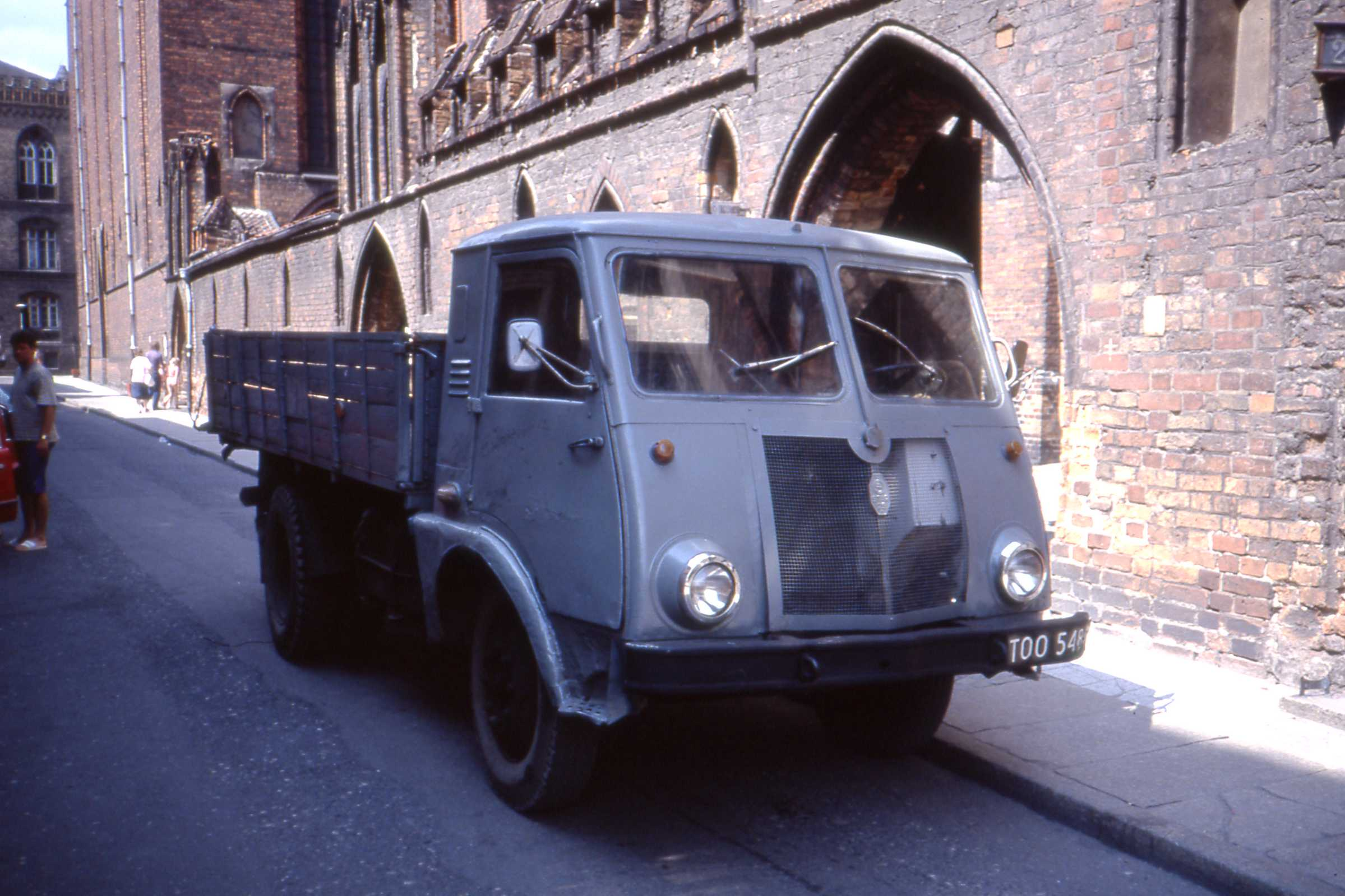
Star 25

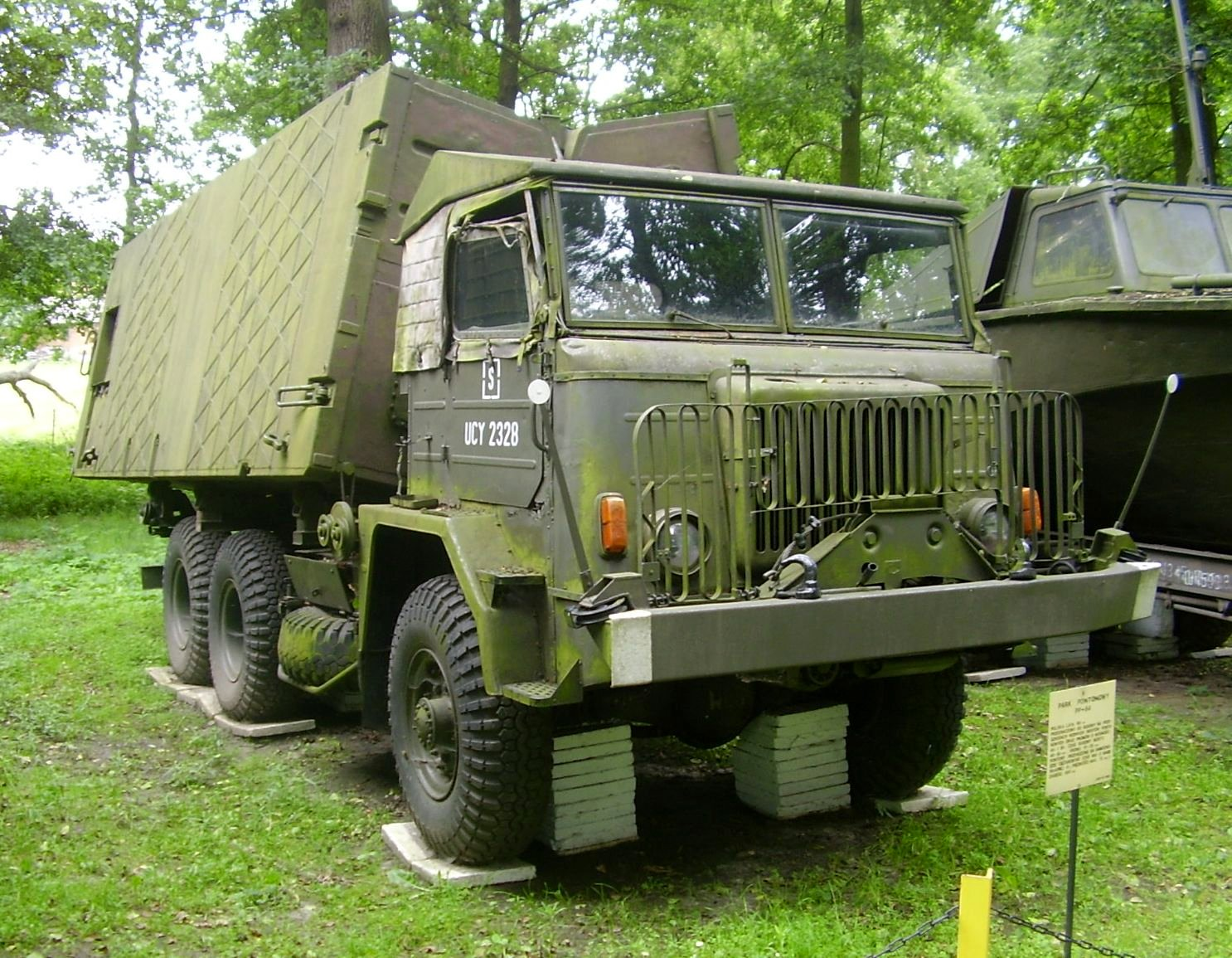
Star 660

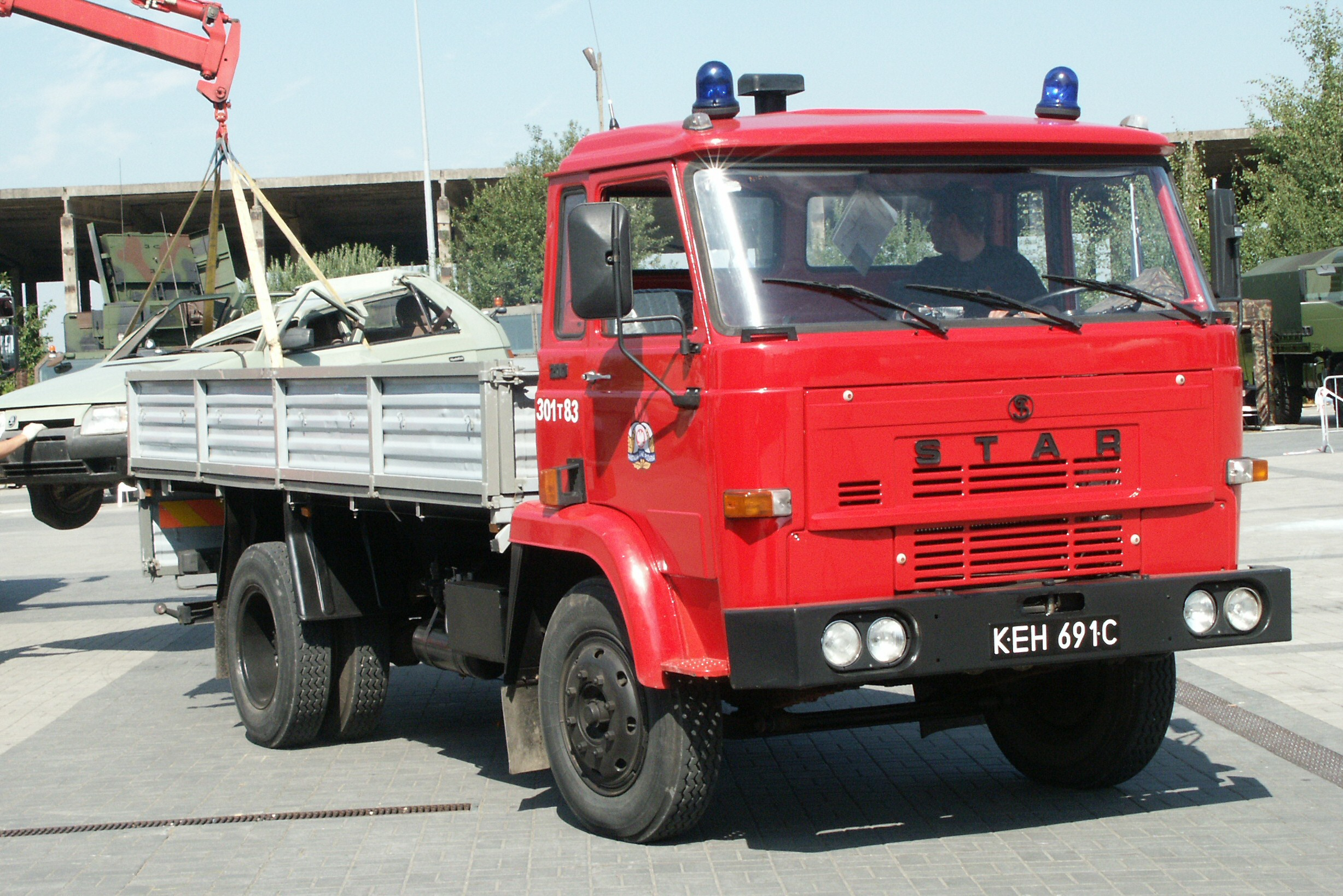
Star 200

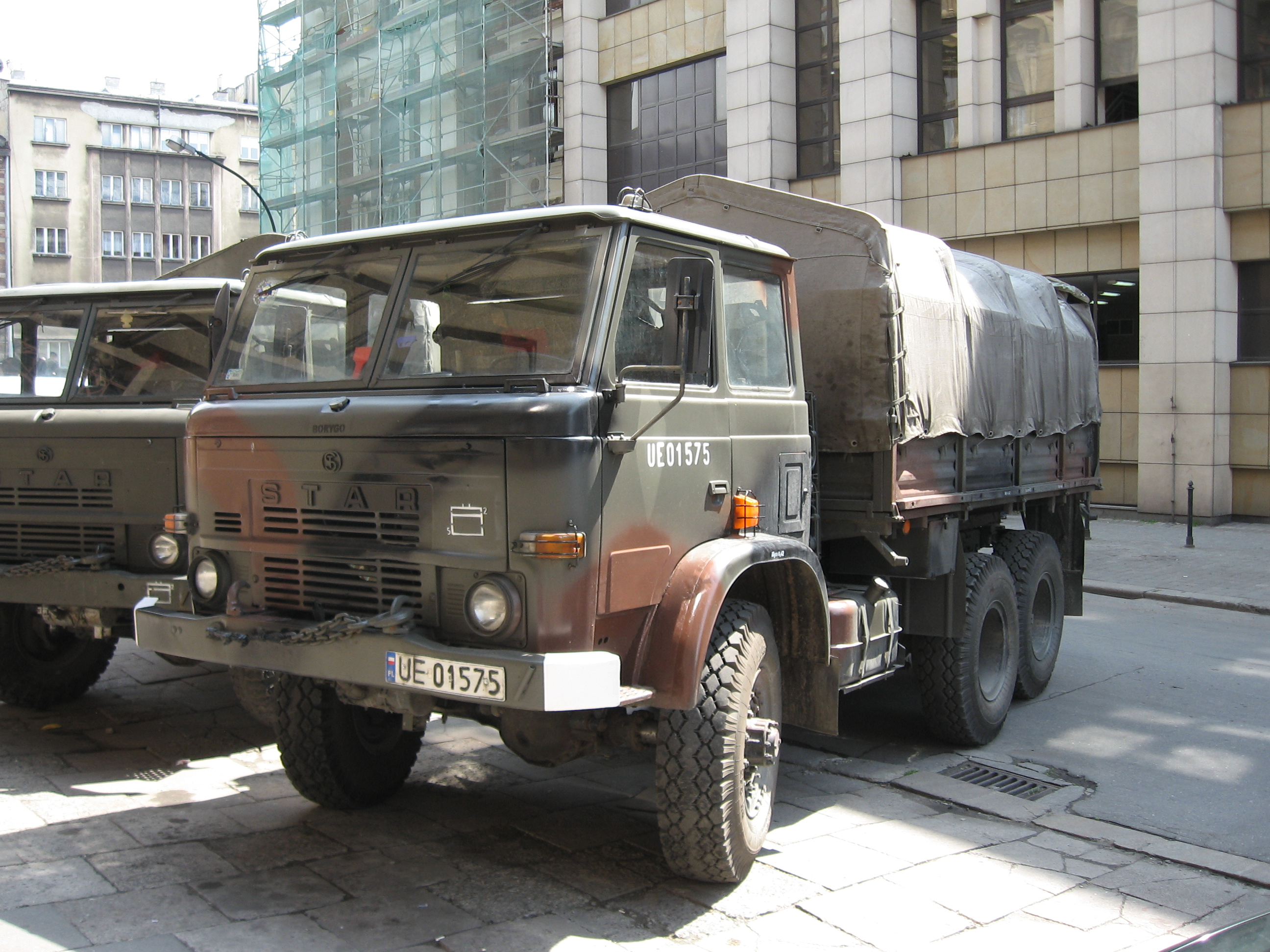
Star 266

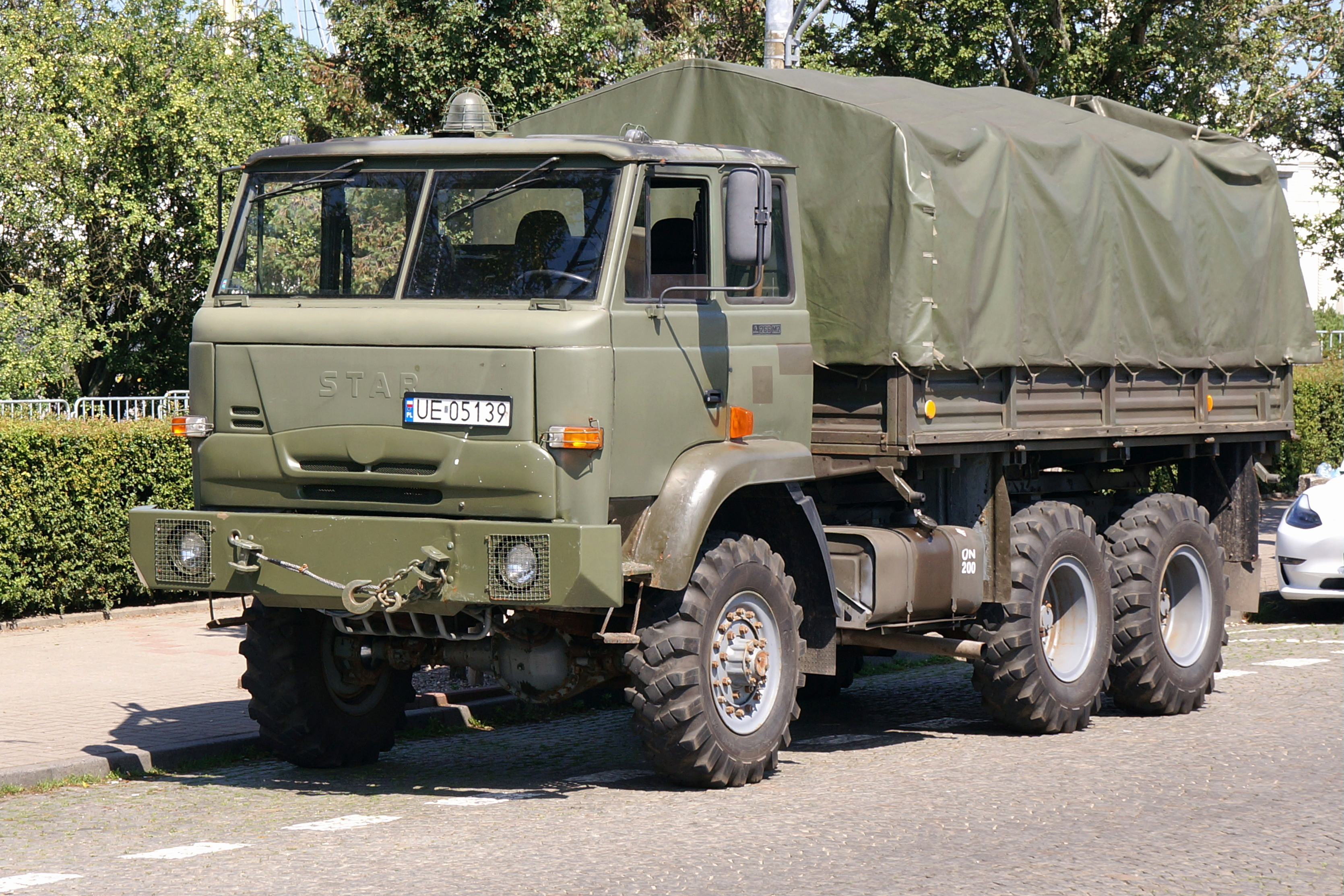
Star Autobox 266M2, pierwsza modernizacja Stara 266

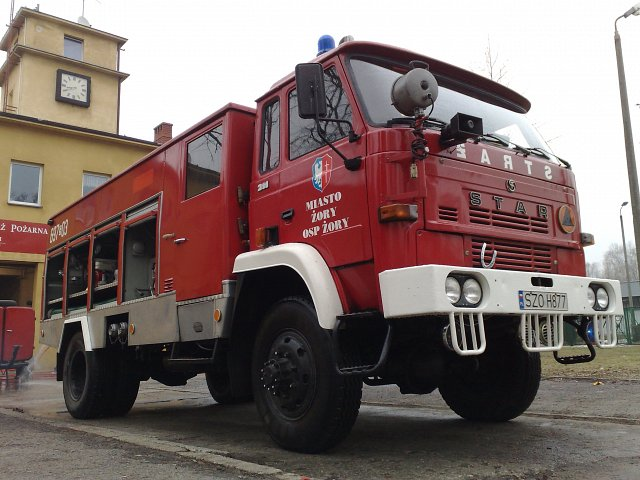
Star 244

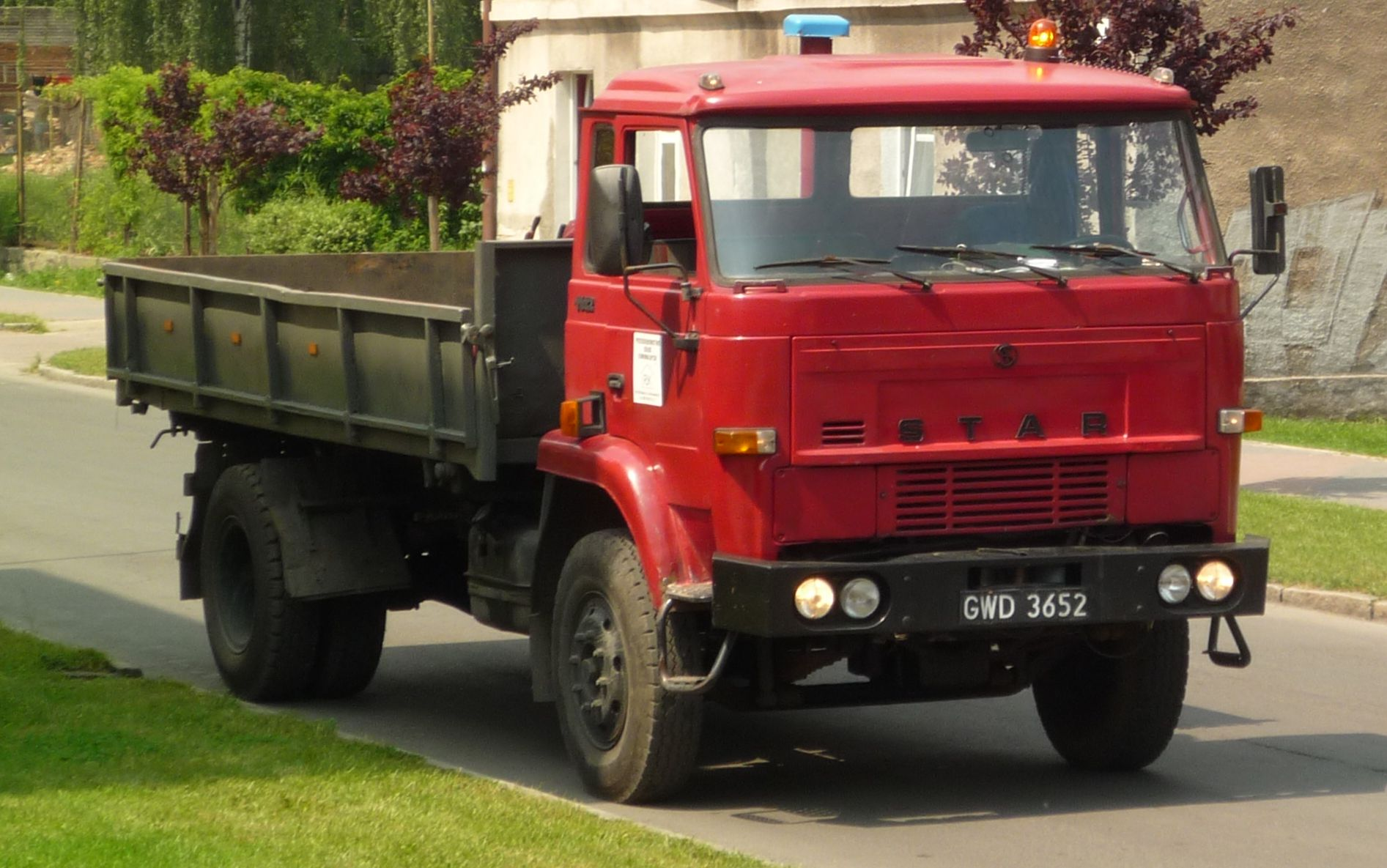
Star 1142

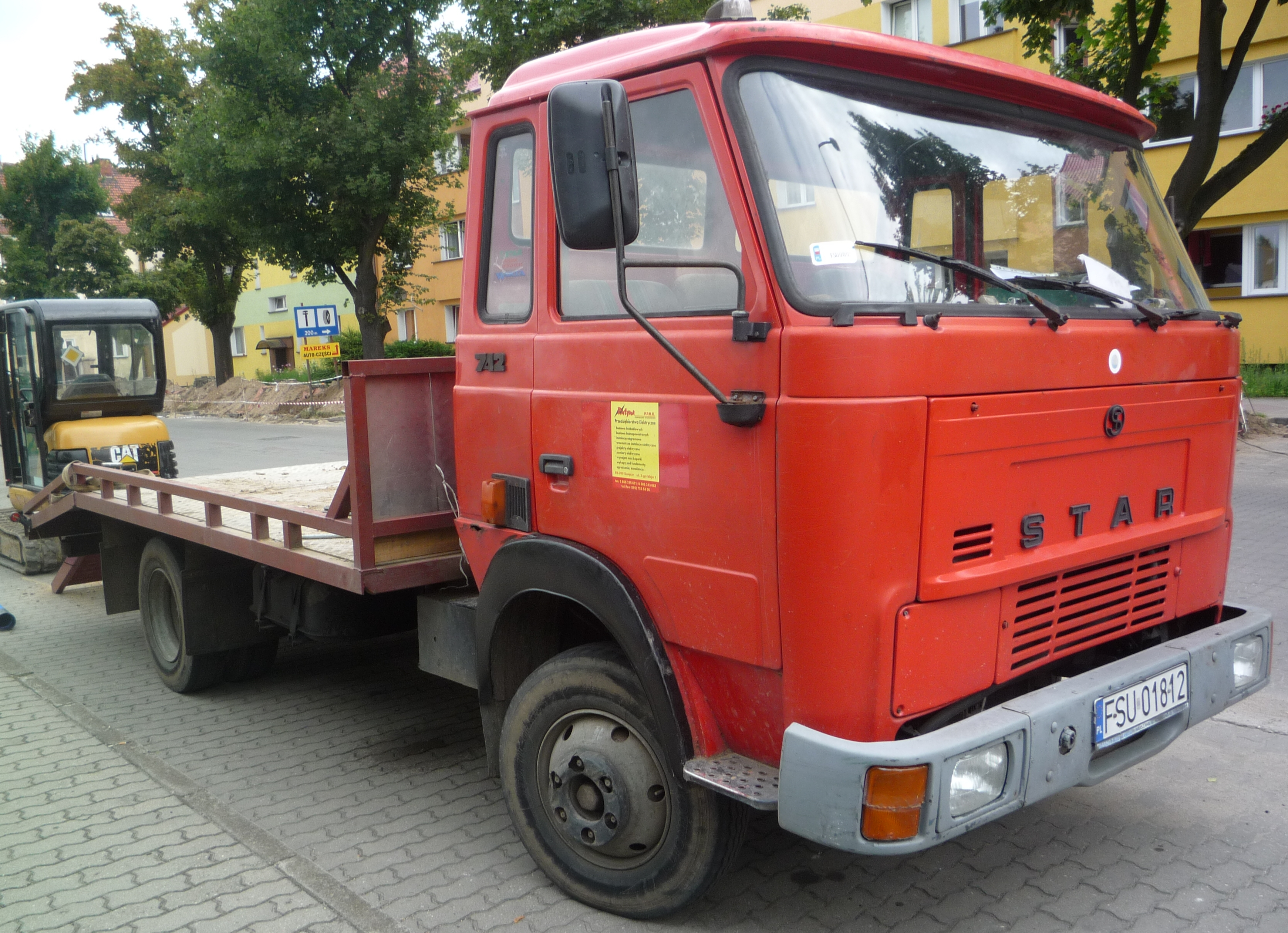
Star 742

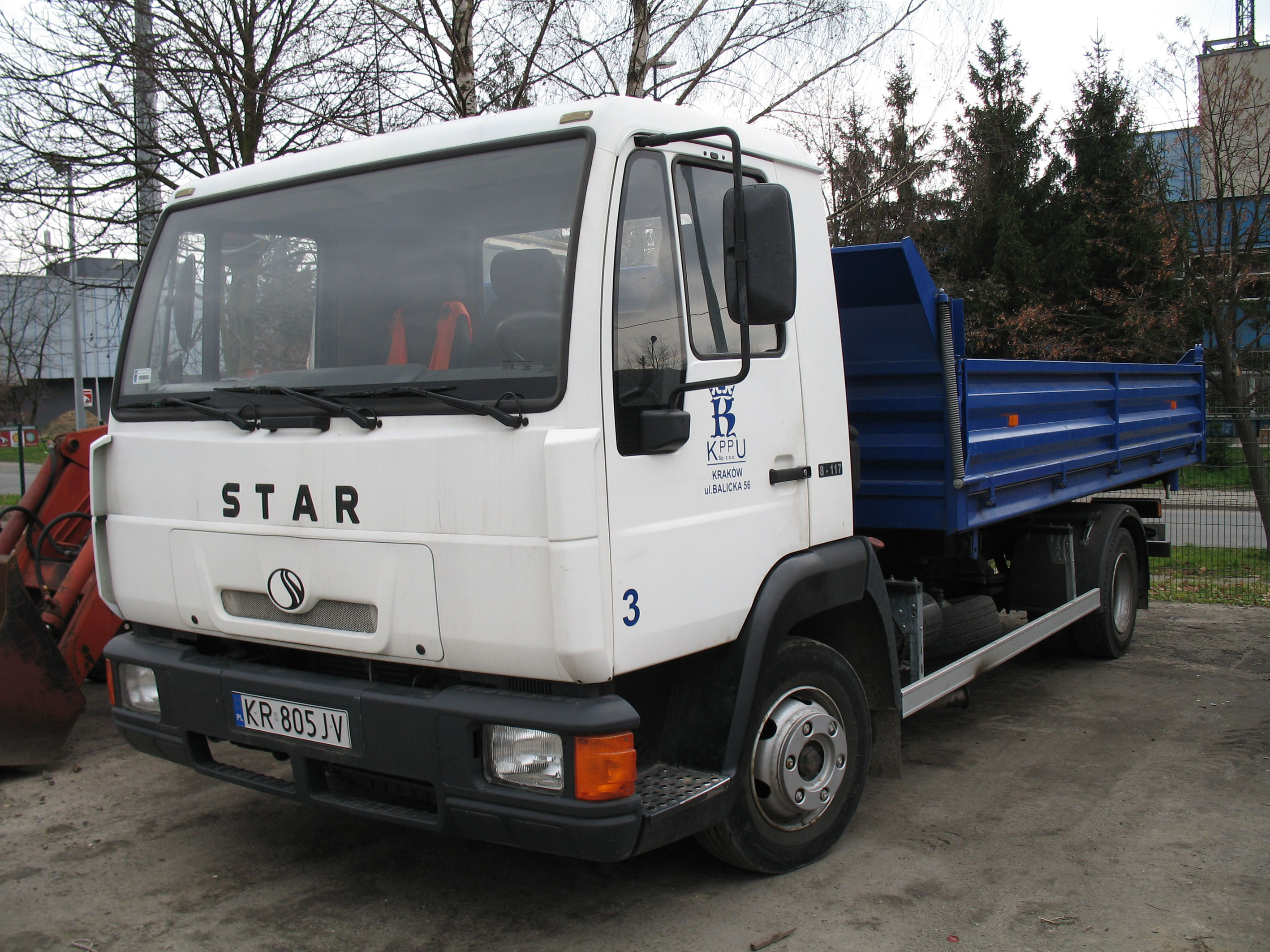
Star 8-117

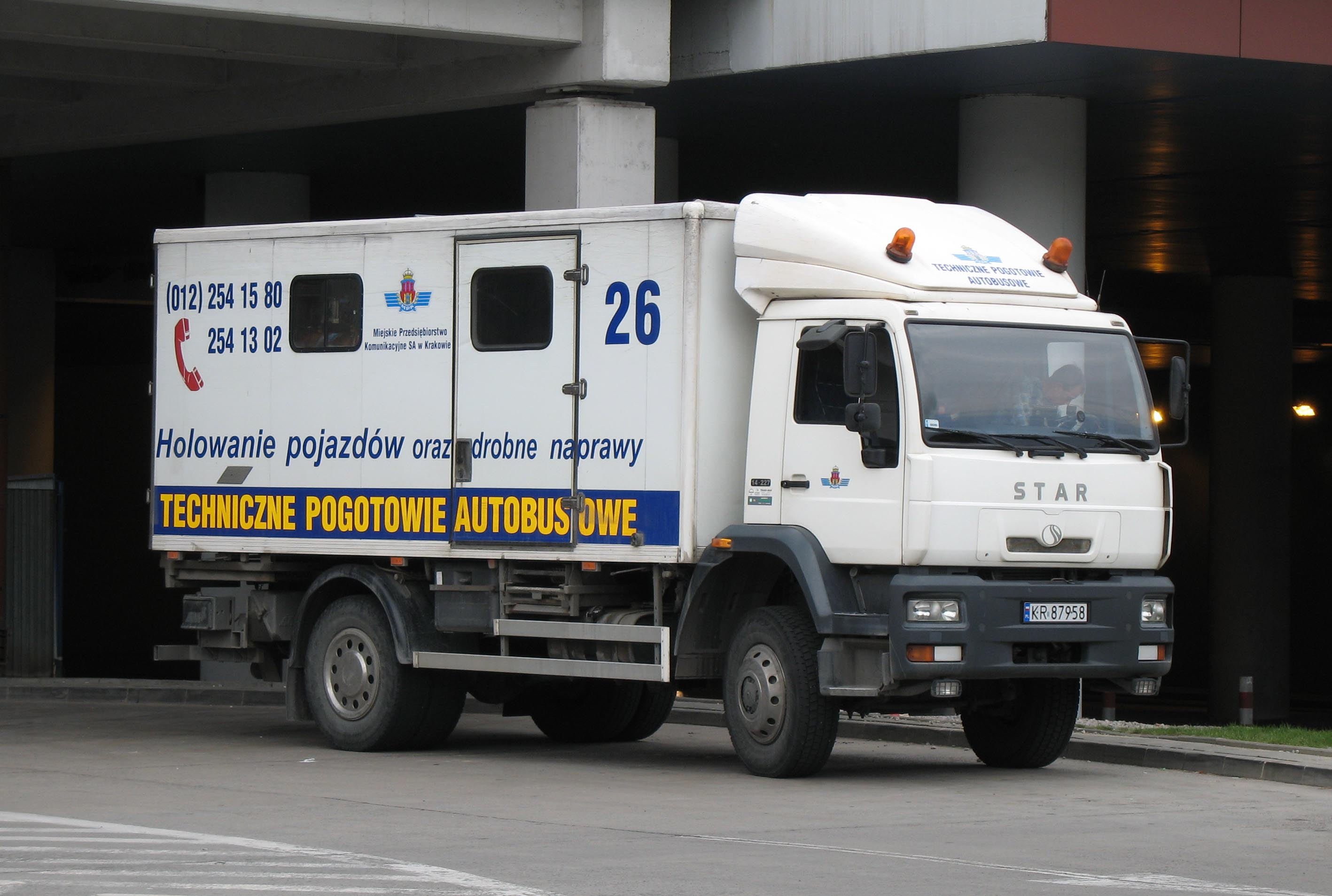
Star S2000 (Star 14.227)

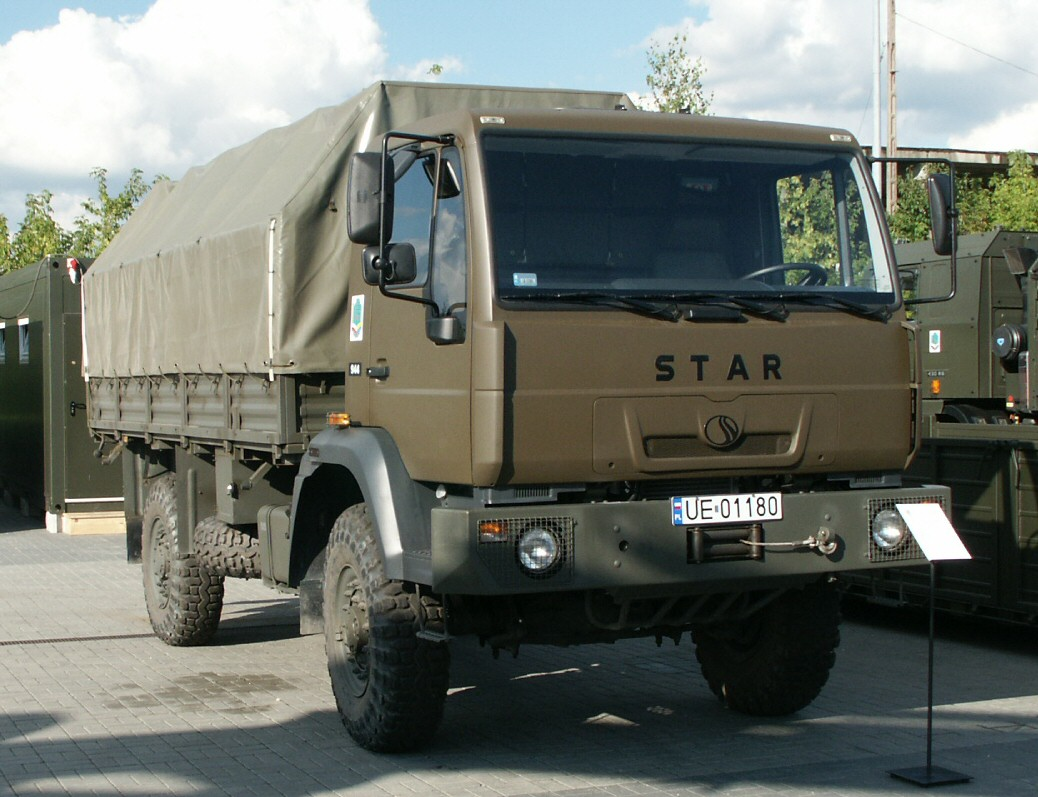
Star 944

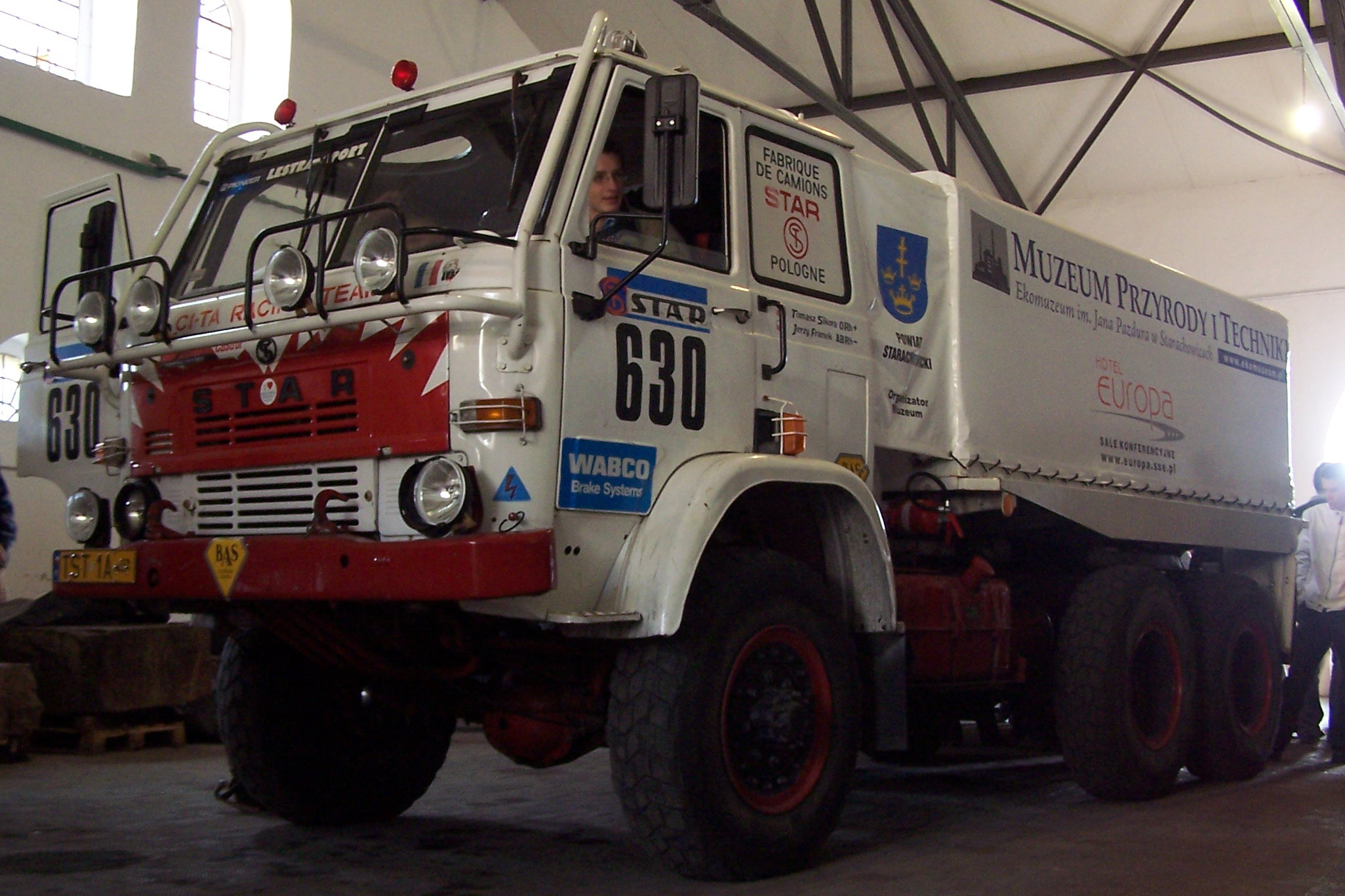
Star 266, który wziął udział w Rajdzie Paryż-Dakar

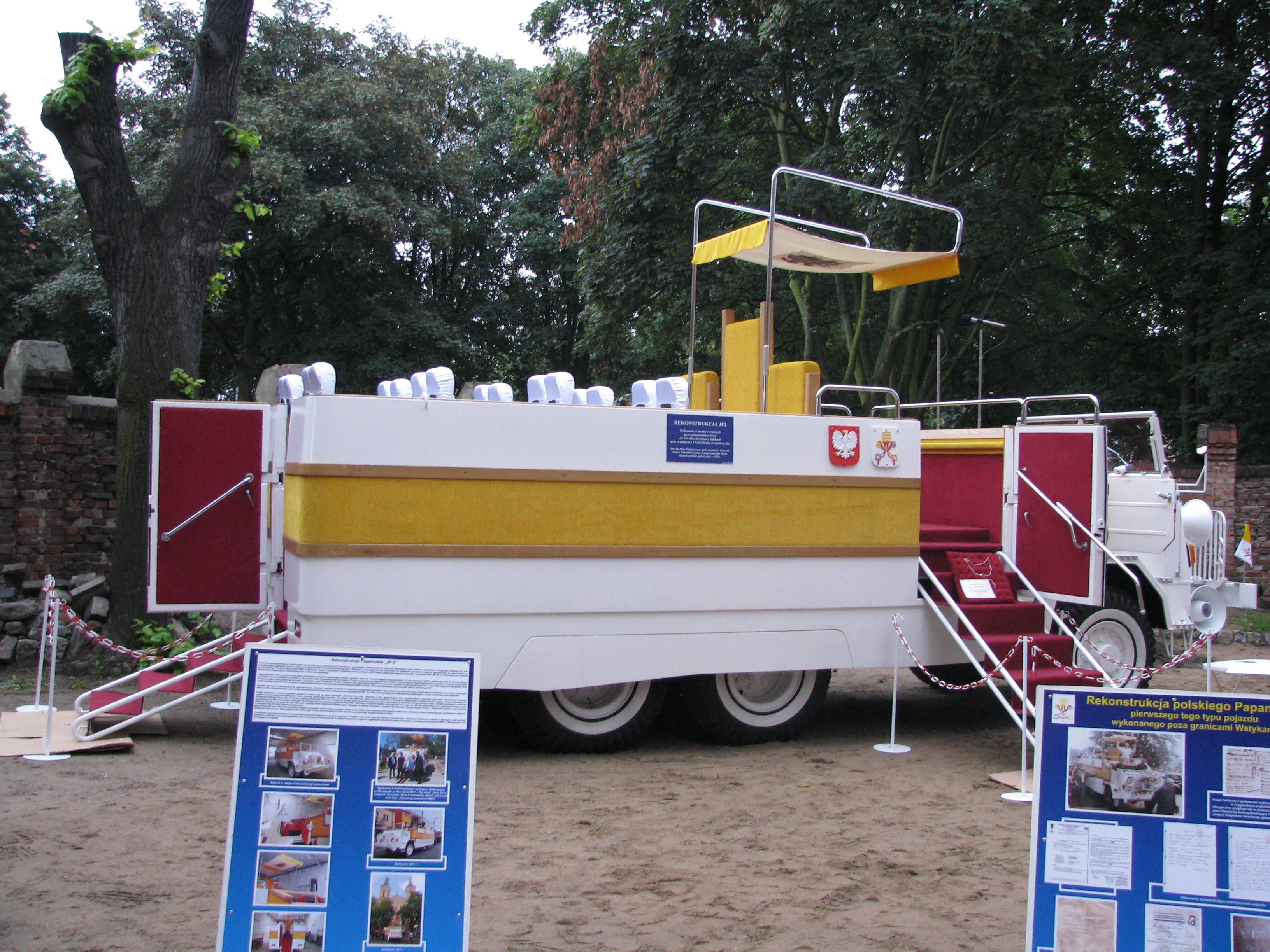
Papamobile na bazie ciężarówki Star 660 (rekonstrukcja)

Zakłady powstały w 1948 roku jako przedsiębiorstwo państwowe, na bazie Zakładów Mechanicznych w Starachowicach założonych w 1920 roku, produkujących w okresie międzywojennym armaty oraz ramy do samochodów wytwarzanych przez przedsiębiorstwo Lilpop, Rau i Loewenstein w Warszawie. Otrzymały początkowo nazwę Fabryka Samochodów Ciężarowych im. Feliksa Dzierżyńskiego i mieściły się w Starachowicach. Były tam produkowane samochody ciężarowe marki „Star”, poczynając od Star 20 z 1948 roku. W 1981 roku wyprodukowano 500-tysięczną ciężarówkę.
Podczas przemian gospodarczych na przełomie lat 80. i 90. przedsiębiorstwo znalazło się w trudnej sytuacji i groziła mu likwidacja. Po strajku okupacyjnym w 1991 roku przedsiębiorstwo zostało przekształcone w spółkę o nazwie Zakłady Starachowickie Star S.A. i sprywatyzowane. W połowie lat 90. XX wieku kontrolę nad przedsiębiorstwem przejęła spółka Sobiesław Zasada Centrum S.A., co do dziś uważane jest za kontrowersyjne. W późniejszym okresie przedsiębiorstwo zostało podzielone na dwie spółki: Star Trucks Sp. z o.o. (główna część zakładów) i Inwest Star S.A., produkująca część komponentów. 17 grudnia 1999 roku, na skutek sprzedaży udziałów, głównym udziałowcem spółki Star Trucks została niemiecka grupa MAN AG. Po tym przejęciu przez kilka lat dawna fabryka Star dalej produkowała ciężarówki własnej konstrukcji, lecz z dużym udziałem części koncernu MAN, takich jak kabiny kierowcy i silniki (począwszy od modeli 8.125 i 12.155).
W 2003 roku zmieniono nazwę spółki Star Trucks na MAN STAR Trucks & Buses Sp. z o.o., po czym w związku z przekształceniami przeniesiono jej siedzibę do Sadów koło Poznania, a zakład w Starachowicach stał się jej oddziałem. W 2003 roku w Starachowicach uruchomiono produkcję szkieletów nadwozi i komponentów autobusowych dla zakładów w Sadach (zamknięty w 2016 roku) i w Salzgitter. W 2004 r. zakład w Starachowicach otrzymał certyfikat ISO 9001-2000.
Poziom produkcji ciężarówek szosowych wciąż spadał, sięgając w końcowym okresie kilkuset sztuk rocznie, dlatego z końcem 2003 roku przeniesiono ją do zakładów MAN-a w Austrii w Grazu (były Steyr-Daimler-Puch AG). W Starachowicach pozostała jedynie niewielka produkcja terenowych ciężarówek modelu 944 i 1466 dla wojska i różnych służb (np. leśników).
W 2006 roku zakończono definitywnie produkcję samochodów ciężarowych. Zakład w Starachowicach produkuje obecnie kompletne autobusy miejskie napędzane silnikiem dielsa, CNG oraz autobusy elektryczne. Przykładowo, wkrótce po przejęciu Stara przez MAN-a, rozwijano produkcję wiązek kabli instalacji elektrycznych.
Marka Star była wykorzystywana przy sprzedaży na rynku polskim ciężarówek produkowanych w Grazu w zakładzie Steyr należącym do MAN AG.
8 stycznia 2009 przedsiębiorstwo MAN Star Trucks & Buses wyeliminowało z nazwy markę „Star” i od tego momentu nazywa się MAN Bus Sp. z o.o., a od 2017 ponownie ma siedzibę w Starachowicach.
W czasie istnienia zakładu wyprodukowano łącznie 631,5 tys. pojazdów. Ciężarówki Star przez kilka lat były eksportowane do państw bloku wschodniego, a także do Angoli, Libii, Chin, Egiptu, Jemenu i Tajlandii.
W 2018 r. Grupa Zasada w porozumieniu z Agencją Rozwoju Przemysłu wyraziły zainteresowanie możliwością powrotu marki „Star” na rynek polski, w szczególności do produkcji dla wojska. Związane jest to m.in. z tym, że duża część bazy transportowej wojska polskiego używa samochodów tej marki, które są remontowane i unowocześniane w Starachowicach przez przedsiębiorstwo Autobox, które wyraziło też zainteresowanie produkcją nowych ciężarówek pod tą marką. Dlatego Grupa Zasada zwróciła się do przedsiębiorstwa MAN o zwrot dokumentacji technicznej samochodów Star (do czego upoważniały warunki umowy), a otrzymana dokumentacja została przekazana przedsiębiorstwu Autobox. Natomiast znak firmowy Stara wciąż jest w dyspozycji MAN-a.
W 2019 roku MAN sprzedał 7,4 tys. autobusów, w 2021 tylko 4,6 tys., a rok później w ciągu pierwszych 9 miesięcy tylko 2,8 tys. W efekcie zapowiedziano zwolonienie 860 osób, czyli 30 proc. załogi.

## Produkty Star
FSC Star produkowała następujące modele pojazdów ciężarowych:

### Autobusy
- Star N50 (1951 prototyp)
- Star N51 (1952 prototyp)
- Star N52 – (1952-1957)

### Pojazdy z napędem 4x2
- Star 20 – (1948-1957)
- Star 21 – (1957-1960)
- Star 25 – (1960-1971)
- Star 27 – (1962-1971)
- Star 28 – (1968-1989)
- Star 29 – (1968-1983)
- Star 38 – (1983?-1994?)
- Star 200 – (1975-1994)[12]
- Star 742 – (1990-2000)
- Star 8.125 – (1998-2000)
- Star 1142 – (1986-2000)
- Star 12.155 – (1998-2000)
- Star seria S2000 – (2000-2004)
- Star seria TGL – (od 2005)

W skład rodziny S2000 wchodziły następujące modele: 8.117, 10.157, 12.157, 12.227, 13.227, 14.227, 15.227 seria ta była identyczna z rodziną samochodów MAN L2000. W latach 2004–2007 samochody Star S2000 produkowane były w Austrii.

### Pojazdy z napędem 4x4
- Star 44 – (1953 prototyp)
- Star 244 – (1975-2000)
- Star 744 – (1992-2000)
- Star 944 – (2000-2006)
- Star 1144 (prototyp)
- Star 1344 (prototyp)
- Star 1444 – (2008)

### Pojazdy z napędem 6x6
- Star 66 – (1958-1965)
- Star 660 – (1965-1983)
- Star 266 – (1973-2000)
- Star 266M – (2001-2006)
- Star 266M2 – (od 2011 modernizacja)
- Star 1166/1366 (prototyp)
- Star 1266 (1999 prototyp)
- Star 1466 – (2001-2006)

### Silniki
Produkowano również silniki rodzin S42, S530 oraz S53 i ich pochodnych oraz podzespoły takie jak osie, także dla firm zewnętrznych, np. Autosan.

## Film
"Starachowice 1991: To nie ten sierpień" to polski film dokumentalny z 2011 roku, w reżyserii Sławomira Koehlera i Ewy Sochackiej. Film przedstawia atmosferę wśród robotników związku zawodowego NSZZ „Solidarność” oraz Zarządu w Fabryce FSC "Star" w Starachowicach podczas strajku w sierpniu 1991 roku. Film ten był emitowany przez TVP Historia w 2011 roku.